# Перуджа Калчо
Перуджа Калчо (на италиански: Perugia Calcio) е италиански футболен клуб от град Перуджа, Умбрия, наследник на стария „A.C. Perugia“, закрит поради финансова криза. Новият клуб играе в италианската Серия Ц1.
Първият клуб е създаден през 1905, и е закрит през 2005 г., след като прекарва голяма част от последните години в Серия А, а през 2004 изпада в Серия Б.
Отборът също така спечели Купа Интертото през 2003 година.
По време на управлението на скандалния президент Лучано Гаучи, Перуджа стават известни като дават шанс на играчи от „нетрадиционни“ футболни нации, и е първият европейски клуб на японската звезда Хидетоши Наката.
Други екзотични чуждестранни състезатели носили екипа на отбора са Джун Хуан Ан вкарал златния гол в 1/8 финалния мач на Световно първенство по футбол 2002, с който Южна Корея отстранява Италия, както и сина на либийския държавен глава Муамар Кадафи – Ел Саади Кадафи. В последната си година като президент Гаучи, използвайки пропуски в правилника за провеждането на футболните турнири в Италия оповестява пред медиите намерението си да включи в отбора жена. Бързата реакция на италианската федерация забранила изрично такова участие, предотвратява това, което би било може би най-куриозния казус във футбола.

## История
Клубът е основан на 9 юни 1905 г. чрез сливането на „U.S. Fortebraccio“ и „Libertas“.
Промоцията за Серия Б през 1966 г. ще отбележи началото на един от най-успешните периоди за клуба. Перуджа прекарва следващите осем години в Серия Б, а през 1975 година за първи път в своята история се класира за Серия А.
В първия си сезон в елита Перуджа завършва 8-и с 31 точки. До края на десетилетието клуба заема позии предимно в горната половина на таблицата, а през 1979 г. с 11 победи и 19 равенства става вицешампион на Италия.
Следва мрачен период в историята на клуба. На 30 октомври 1977 г. 24-годишният футболист на Перуджа Ренато Кури почива от сърдечен удар по време на шампионатен мач срещу Ювентус. След скандал с „черно тото“ през 1980 г. довеждат до наказание и отнемане на точки от актива на отбора, което неминуемо води до изпадане в Серия Б.
Клубът прекарва първата половина на 80-те години в постоянни опити да се завърне в Серия А, и го постига през 1985 г. с 11 победи, 26 равни и само една загуба (рекорд в Серия Б). Друг скандал през 1986 г. смъква Перуджа до Серия Ц2. Именно там изгрява звездата на клубната школа и италианския футбол Фабрицио Раванели.
Под ръководството на Джовани Галеоне, през 1994 г. отбора достига Серия Б, а през 1996 г. се класира в Серия А. Перуджа започва добре в шампионата, но президента на клуба взима странно решение да замени Галеоне с Невио Скала, което води до отново изпадане.

## Успехи
Серия А
- Вицешампион 1978 – 79

Купа Интертото
- Победител – 2003

## Известни бивши футболисти
- Анджело Ди Ливио
- Марко Матераци
- Фабрицио Миколи
- Фабрицио Раванели
- Паоло Роси
- Себастиано Роси
- Ибрахим Ба
- Дмитрий Аленичев
- Милан Рапаич
- Хидетоши Наката
- Фердинанд Колу
- Зе Мария
- Оскар Кордоба
- Марсело Салайета
- Джун Хуан Ан

## Бивши треньори
- Вуядин Божков
- Карло Мацоне
- Невио Скала
- Ренцо Оливиери
- Серсе Козми